# Neutralrött
Neutralrött (toluylenröd, Basic Red 5) är ett eurhodinfärgämne som används för färgning inom histologi. Det färgar lysosomer röda.

## Användning
Det används som en allmän färgning i histologi, som en motfärgning i kombination med andra färgämnen och för många färgningsmetoder. Tillsammans med Janus Green B används den för att färga embryonala vävnader och supravital färgning av blod. Kan användas för färgning av Golgiapparater i celler och Nisslgranulat i neuroner.
Inom mikrobiologi används det i MacConkey-agar för att differentiera bakterier för laktosjäsning.
Neutralrött kan användas som en vital fläck. Neutral Red Cytotoxicity Assay utvecklades först av Ellen Borenfreund 1984. I Neutral Red Assay införlivar levande celler neutralrött i sina lysosomer. När celler börjar dö, minskar deras förmåga att införliva neutralrött. Således motsvarar förlust av neutralrött upptag förlust av cellviabilitet. Den neutrala röda färgen används också för att färga cellkulturer för plattitrering av virus.
Neutralrött tillsätts vissa odlingsmedier för bakterie- och cellkulturer. Det är vanligtvis tillgängligt som ett kloridsalt.

### pH-indikator
Neutralrött fungerar som en pH-indikator med omslagsintervall mellan pH 6,8 och 8.
- Lågt pH: Röd färg och positivt laddad. Nedan benämnd Neu-H+.
- Högt pH: gulorange färg och oladdad. Nedan benämnd Neu.

Neu-H+ + H2O ⇆Neu + H3O+